# Juan Carlos Frugone
Juan Carlos Frugone (Buenos Aires, Argentina, 15 de enero de 1938 – Cercedilla, Comunidad de Madrid, España 7 de julio de 2009) fue un crítico y guionista de cine, escritor y traductor, que además se desempeñó en la dirección de festivales de cine. Tenía reconocida la doble nacionalidad argentino-española.

## Actividad profesional en Argentina
Estudió Filosofía y Letras y Psicología en Buenos Aires y organizó los cineclubes de diversas universidades, como el de la Facultad de Filosofía y Letras en la que había estudiado, colaboró en publicaciones cinematográficas, dirigió Cine 64, de la que llegaron a publicarse quince números, y fue el crítico oficial del diario Clarín, desde 1967 hasta 1976, en que se exilió en España después del golpe de Estado de 1976.

## En España
Exiliado en España en, gestionó y obtuvo el reconocimiento de la doble nacionalidad y trabajó en diversas publicaciones, entre las cuales estaban Fotogramas (1984-1986), El Socialista (1982-1983), Cartelera Turia (1989) y Cambio 16 (1991); también enviaba crónicas para diferentes radioemisoras argentinas, fue asesor en el programa De película para TVE, revisó guiones ajenos y tradujo subtítulos de filmes.

### Colaboración en festivales de cine
Participó como jurado en varios festivales, como los de Guadalajara, México; Chicago; Edimburgo, Escocia; Huesca; San Sebastián; Huelva y Oxford, Inglaterra, durante varios años.
Colaboró con los festivales de cine de Mar del Plata, Oxford, Huelva, Venecia, Taormina y Chicago.

#### Festival de Cine de Valladolid
A propuesta de Fernando Lara, director de la Semana Internacional de Cine de Valladolid —Seminci—, en mayo de 1984 fue nombrado director adjunto, cargo que ejerció durante las nueve ediciones siguientes, periodo durante el cual escribió para el festival las publicaciones Mario Camus. Oficio de gente humilde (1984), Rafael Azcona. Atrapados por la vida (1987) y Stanley Donen… Y no fueron tan felices (1989). 
El 22 de diciembre de 2004, Lara fue designado director del Instituto de la Cinematografía y de las Artes Audiovisuales (ICAA) y el 7 de abril de 2005 el alcalde de Valladolid, Francisco Javier León de la Riva nombró a Frugone en su reemplazo. Permaneció en el cargo cubriendo las ediciones 50.ª, 51.ª y 52.ª del festival vallisoletano, años duros, ya que el festival había perdido con el tiempo parte de su enorme prestigio, la prensa no le fue favorable y Frugone se quejó pública y reiteradamente de las condiciones en que debía trabajar, así como de las presiones que recibía de algunos funcionarios de la política. Dimitió el 21 de abril de 2008, después que desde el Consistorio vallisoletano no se atendieran sus peticiones para continuar en el festival.

#### Guionista y traductor
Frugone realizó los guiones del corto documental Mujeres en 1965 (1965) y de los episodios para televisión Nada personal, La taberna e Historia de Rosendo Juárez. 
Frugone había traducido al castellano libros sobre Pedro Almodóvar, Billy Wilder, Mitchell Leisen, Bukowski y, en especial, la biografía de David Robinson Charles Chaplin, his life and art (1993).